# T-11
La autovía Reus - Tarragona o T-11 es un tramo de autovía cuyo trayecto es de Reus a Tarragona sustituyendo el antiguo trazado de la N-420. La construcción de dicha autovía fue entre 1998 y 2000. Parte del desdoblamiento de la N-420 entre las Borjas del Campo y Reus, a cuatro quilómetros al oeste de Reus y circunvala la ciudad del noroeste al sureste enlazando con el antiguo trazado de la N-420 (transformado en autovía) cerca del aeropuerto de Reus para finalizar en el extremo oeste de Tarragona, en el puente sobre el río Francolí. La longitud total de la autovía es de 17,3 km. Desde febrero de 2008 el tramo desde Boella/Aeropuerto hasta Tarragona se encuentra inmerso en obras tras la reordenación de los enlaces con la Autovía del Mediterráneo, Autopista del Mediterráneo, los accesos con los barrios de Poniente y el centro comercial Les Gavarres, así como el cruce con el Corredor Mediterráneo.

## Tramos
| Denominación | Tramo                                                   | km  | Año servicio |
| ------------ | ------------------------------------------------------- | --- | ------------ |
| T-11         | Variante Sur de Reus Tramo: Reus Oeste - Reus Este C-14 | 9,4 | 2000         |
| T-11         | Reus Este C-14 - Tarragona Oeste                        | 7,9 | 1982         |

## Enlaces
| Municipio      | Sentido Tarragona (ascendente) | Sentido Tarragona (ascendente) | Sentido Tarragona (ascendente) | Sentido Tarragona (ascendente) | Sentido Falset (descendente) | Sentido Falset (descendente) | Sentido Falset (descendente) | Sentido Falset (descendente) | Notas |
| Municipio      | Velocidad                      | Elemento Carriles              | Salida                         | Salida | Salida | Salida                       | Elemento Carriles            | Velocidad                    | Notas |
| Municipio      | Velocidad                      | Elemento Carriles              | N.º                            | Direcciones | Direcciones | N.º                          | Elemento Carriles            | Velocidad                    | Notas |
| -------------- | ------------------------------ | ------------------------------ | ------------------------------ | --- | --- | ---------------------------- | ---------------------------- | ---------------------------- | --- |
| Riudoms/Reus   |                                |                                | 0                              | T-704 Maspujols, Aleixar, Vilaplana, Febró, Prades N-420a Reus (Pere Mata) / Falset, Alcañiz, Teruel                                                                                              | T-704 Maspujols, Aleixar, Vilaplana, Febró, Prades N-420a Reus (Pere Mata) / Falset, Alcañiz, Teruel                                                                                              | 1                            |                              |                              | Inicio/Fin Variant de Reus |
| Reus           |                                |                                | 3                              | Polígono Agro Reus , Inst. Psiq. Pere Mata , Sol i Vista , Camp Nou Municipal T-310 Reus (Immaculada) / Riudoms, Montbrió, Montroig, Pratdip TV-3141 Reus (Missericòrdia) / Cambrils, N-340a, A-7 | Polígono Agro Reus , Inst. Psiq. Pere Mata , Sol i Vista , Camp Nou Municipal T-310 Reus (Immaculada) / Riudoms, Montbrió, Montroig, Pratdip TV-3141 Reus (Missericòrdia) / Cambrils, N-340a, A-7 | 3                            |                              |                              | |
| Reus           |                                |                                | 5                              | TV-3141 Reus (Missericòrdia) / Cambrils, N-340a, A-7 T-310 Reus (Immaculada) / Riudoms, Montbrió, Montroig, Pratdip                                                                               | TV-3141 Reus (Missericòrdia) / Cambrils, N-340a, A-7 T-310 Reus (Immaculada) / Riudoms, Montbrió, Montroig, Pratdip                                                                               | 5                            |                              |                              | |
| Reus/Vilaseca  |                                |                                | 7                              | C-14 Reus (Universidad) / Salou, A-7, C-31b Depuradora municipal de Reus La Plana | C-14 Reus (Universidad) / Salou, A-7, C-31b Depuradora municipal de Reus La Plana | 7                            |                              |                              | |
| Reus           |                                |                                | 9a                             | T-315 Reus (Bellisens), Hospital / Vilaseca, A-7, San. Villablanca , N-340a | T-315 Reus (Bellisens), Hospital / Vilaseca, A-7, San. Villablanca , N-340a | 10b                          |                              |                              | |
| Reus           |                                |                                | 9b                             | N-420a Reus (centro) / C-14 Montblanch, Reus (otros), Aeropuerto de Reus | N-420a Reus (centro) / C-14 Montblanch, Reus (otros), Aeropuerto de Reus | 10a                          |                              |                              | |
| Reus           |                                |                                | 12a                            | La Boella | |                              |                              |                              | Inicio Variant de Reus (sentido Reus) |
| Tarragona/Reus |                                |                                | 12b                            | E-15 AP-7 Barcelona, Valencia | |                              |                              |                              | Fin Variant de Reus (sentido Tarragona) |
| Reus           |                                |                                | 13                             | TV-3145 La Canonja, CIM el Camp | E-15 AP-7 Barcelona, Valencia TV-3145 La Canonja | 13                           |                              |                              | Obras por reordenación (ambos sentidos) |
| Tarragona      |                                |                                | 15a                            | A-7 Vilaseca, Castellón, Valencia | A-7 Tarragona, Barcelona, N-240, Vilaseca, Valencia, Bonavista | 15a                          |                              |                              | Corredor Mediterráneo (ambos sentidos) |
| Tarragona      |                                |                                | 15b                            | A-7 Tarragona, Barcelona, N-240, Campo de Tarragona Bonavista | Centro Comercial Les Gavarres | 15b                          |                              |                              | Corredor Mediterráneo (ambos sentidos) |
| Tarragona      |                                |                                | 16a                            | La Floresta Centro Comercial Les Gavarres | |                              |                              |                              | Obras por reordenación (ambos sentidos) |
| Tarragona      |                                |                                | 16b                            | La Floresta Campclar , Torreforta | La Floresta Campclar , Torreforta | 16a                          |                              |                              | Obras por reordenación (ambos sentidos) |
| Tarragona      |                                |                                | 16c                            | Parc Riuclar Riu Clar , Torreforta , Icomar | Parc Riuclar Riu Clar , Torreforta , Icomar | 16b                          |                              |                              | Obras por reordenación (ambos sentidos) |
| Tarragona      |                                |                                | 17                             | N-241 Puerto , N-340a | T-721 Constantí, A-7 | 17                           |                              |                              | Obras por reordenación (ambos sentidos) |
| Tarragona      |                                | \| TARRAGONA \|                |                                | N-340a Av.Roma / Francolí Vilaseca, Valencia, C-31b Salou N-420a Av.Ramón y Cajal C/Joan Miró Plaça de les Corts Catalanes , Hospital Joan XXIII                                                  | N-340a Av.Roma / Francolí Vilaseca, Valencia, C-31b Salou N-420a Av.Ramón y Cajal C/Joan Miró Plaça de les Corts Catalanes , Hospital Joan XXIII                                                  |                              |                              |                              | Fin de la T-11, siguiendo el trazado antiguo de la N-420 continuando por la av.Ramón y Cajal, cruzando la Rambla Nova y continuando recto por Av.Pau Casals se llega a la confluencia con la N-340a en la Rambla Vella |
| TARRAGONA      |                                |                                |                                | | |                              |                              |                              | |